# 41P/Tuttle-Giacobini-Kresák
La cometa Tuttle-Giacobini-Kresák, formalmente designata come 41P/Tuttle-Giacobini-Kresák, è una cometa periodica del Sistema solare.
Scoperta da Horace Parnell Tuttle il 31 maggio 1858 e riscoperta indipendentemente da Michel Giacobini e Ľubor Kresák nel 1907 e nel 1951 rispettivamente, appartiene alla famiglia cometaria di Giove, che raccoglie quelle comete che hanno l'afelio paragonabile a quello dello stesso Giove (~5,4 UA).
La cometa è un esempio di un piccolo numero di comete che hanno esibito outburst che hanno determinato un incremento della luminosità di 9 magnitudini. Le altre sono state: la 98P/Takamizawa nel 1984, la 97P/Metcalf-Brewington nel 1991 e la 17P/Holmes nel 2007.

## Storia
La cometa 41P/Tuttle-Giacobini-Kresák è stata resa famosa dall'insolito comportamento che tenne nell'apparizione del 1973
Per comprendere, nel prosieguo, il singolare comportamento che essa manifestò in tale anno, bisogna ricordare che il valore della magnitudine è legato a quello della luminosità: più è basso il suo valore, più il corpo celeste è luminoso.
L'8 gennaio del 1973 la cometa presentava una magnitudine pari a 21. Cominciò progressivamente a brillare sempre più diventando il 20 maggio di magnitudine 14.
La sorpresa si ebbe tra il 26 e il 27 maggio quando la cometa diventò molto luminosa con la magnitudine che passò repentinamente da 8 a 4, sviluppando inoltre una coda lunga 0,1°-0,2°: in una sola settimana, la cometa 41P/Tuttle-Giacobini-Kresák aveva guadagnato ben 10 magnitudini, pari ad un aumento reale della sua luminosità di 10.000 volte.
A giugno la sua luminosità si affievolì e la sua magnitudine passò dal valore 6 degli inizi mese al valore 14 sul finire dello stesso.
Ma a luglio la cometa regalò un'altra sbalorditiva sorpresa: il giorno 4 la magnitudine era tra 14 e 15, ma pochi giorni dopo, il giorno 7, si portò a 4,5. Ancora una volta, in pochi giorni, la cometa era stata capace di aumentare di 10 magnitudini la sua luminosità.
La cometa si riportò successivamente sui suoi valori normali e la sua ultima osservazione fu del 23 settembre con magnitudine 17.

## Perielio del 2006
Per quanto riguarda il suo passaggio al perielio del giugno 2006, va detto che non si sono verificate le spettacolari variazioni di luminosità osservate nel 1973, come d'altronde non si erano manifestate nei precedenti transiti. Nel giugno 2006, la cometa 41P/Tuttle-Giacobini-Kresák ha attraversato la costellazione del Leone, raggiungendo la 10ª magnitudine intorno alla metà del mese.